# Loi bêta
Pour les articles homonymes, voir Bêta (homonymie).
Dans la théorie des probabilités et en statistiques, la loi bêta est une famille de lois de probabilités continues, définies sur ]0, 1[, paramétrée par deux paramètres de forme, typiquement notés α (alpha) et β (bêta). C'est un cas spécial de la loi de Dirichlet, avec seulement deux paramètres.
Admettant une grande variété de formes, elle permet de modéliser de nombreuses distributions à support fini.

## Caractérisation

### Fonction de densité
Fixons les deux paramètres (α, β) dans l'intervalle ]0, +∞[. La densité de probabilité de la loi bêta vaut 0 partout sauf sur ]0, 1[. Pour tout {\displaystyle x\in ]0,1[}, la fonction de densité vaut :
{\displaystyle {\begin{aligned}f(x;\alpha ,\beta )&=\mathrm {constante} \cdot x^{\alpha -1}(1-x)^{\beta -1}\end{aligned}}}
La constante multiplicative permet à la densité de s'intégrer à l'unité. On note donc que α – 1 apparaît comme puissance de {\displaystyle x} et β – 1 apparaît comme puissance de {\displaystyle (1-x)}.
Plus précisément, la constante vaut {\displaystyle {\frac {1}{\int _{0}^{1}u^{\alpha -1}(1-u)^{\beta -1}\,\mathrm {d} u}}={\frac {1}{\mathrm {B} (\alpha ,\beta )}}} où Β est la fonction bêta. On rappelle que {\displaystyle \mathrm {B} (\alpha ,\beta )={\frac {\Gamma (\alpha )\,\Gamma (\beta )}{\Gamma (\alpha +\beta )}}} où Γ est la fonction gamma. Pour résumer on a :
{\displaystyle {\begin{aligned}f(x;\alpha ,\beta )&={\frac {x^{\alpha -1}(1-x)^{\beta -1}}{\displaystyle \int _{0}^{1}u^{\alpha -1}(1-u)^{\beta -1}\,du}}\\[6pt]&={\frac {\Gamma (\alpha +\beta )}{\Gamma (\alpha )\Gamma (\beta )}}\,x^{\alpha -1}(1-x)^{\beta -1}\\[6pt]&={\frac {1}{\mathrm {B} (\alpha ,\beta )}}x^{\alpha -1}(1-x)^{\beta -1}\end{aligned}}}

### Fonction de répartition
La fonction de répartition est
{\displaystyle F(x;\alpha ,\beta )={\frac {\mathrm {B} _{x}(\alpha ,\beta )}{\mathrm {B} (\alpha ,\beta )}}=I_{x}(\alpha ,\beta )\!}
où {\displaystyle \mathrm {B} _{x}(\alpha ,\beta ):=\int _{0}^{x}u^{\alpha -1}\,(1-u)^{\beta -1}\,du.} est la fonction bêta incomplète et {\displaystyle I_{x}(\alpha ,\beta )} est la fonction bêta incomplète régularisée.

## Propriétés

### Moments
La fonction génératrice des moments est
{\displaystyle {}_{1}F_{1}(\alpha ;\alpha +\beta ;t)}
où 1F1 désigne la fonction hypergéométrique confluente, aussi notée {\displaystyle {}M(\alpha ;\alpha +\beta ;t)}. 
Sa fonction caractéristique est 
{\displaystyle {}_{1}F_{1}(\alpha ;\alpha +\beta ;\mathrm {i} t)}

### Formes
La densité de la loi bêta peut prendre différentes formes selon les valeurs des deux paramètres:
- {\displaystyle \alpha <1,\ \beta <1} est en forme de U (graphe rouge) ;
- {\displaystyle \alpha <1,\ \beta \geq 1} ou {\displaystyle \alpha =1,\ \beta >1} est strictement décroissant (graphe bleu) ;
  - {\displaystyle \alpha =1,\ \beta >2} est strictement convexe ;
  - {\displaystyle \alpha =1,\ \beta =2} est une droite ;
  - {\displaystyle \alpha =1,\ 1<\beta <2} est strictement concave ;
- {\displaystyle \alpha =1,\ \beta =1} est la loi uniforme continue ;
- {\displaystyle \alpha =1,\ \beta <1} ou {\displaystyle \alpha >1,\ \beta \leq 1} est strictement croissant (graphe vert) ;
  - {\displaystyle \alpha >2,\ \beta =1} est strictement convexe ;
  - {\displaystyle \alpha =2,\ \beta =1} est une droite ;
  - {\displaystyle 1<\alpha <2,\ \beta =1} est strictement concave ;
- {\displaystyle \alpha >1,\ \beta >1} est unimodal (graphes noir et violet).

Qui plus est, si {\displaystyle \alpha =\beta } alors la densité est symétrique autour de 1/2 (graphes rouge et violet).

### Paramétrisation
La loi bêta possède une autre paramétrisation possible, appelée PERT, lorsque son mode est strictement compris dans son support. Cela arrive lorsque les paramètres de la loi bêta vérifient {\displaystyle \alpha >1,\beta >1}. On peut alors paramétrer {\displaystyle \alpha ,\beta } à l'aide du mode {\displaystyle m} de la densité de probabilité et d'un paramètre de forme {\displaystyle \lambda } selon les formules {\displaystyle \alpha =1+\lambda m} et {\displaystyle \beta =1+\lambda (1-m)}. La paramétrisation est bijective donnant lieu aux relations inverses suivantes  {\displaystyle m={\frac {\alpha -1}{\alpha +\beta -2}}} et {\displaystyle \lambda =\alpha +\beta -2}.

### Famille de loi
La loi bêta appartient à la famille exponentielle, ce qui signifie que sa fonction de densité peut s'écrire sous la forme {\displaystyle f_{X}(x;\alpha ,\beta )=b(x)\,\mathrm {e} ^{\eta (\alpha ,\beta )\cdot T(x)-A(\alpha ,\beta )}} où
{\displaystyle \left\{{\begin{array}{ll}b(x)&={\frac {1}{x(1-x)}}\\\eta (\alpha ,\beta )&=\left(\alpha ,\beta \right)\\T(x)&=\left(\log x,\log(1-x)\right)\\A(\alpha ,\beta )&=\log \Gamma (\alpha )+\log \Gamma (\beta )-\log \Gamma \left(\alpha +\beta \right)\\\end{array}}\right.}
En vertu de l'appartenance à la famille exponentielle, sa fonction de vraisemblance est concave, permettant de fait, d'utiliser des algorithmes d'optimisation convexe pour estimer ses paramètres par des techniques de Maximum de vraisemblance. De plus, la loi bêta possède une distribution conjuguée comme toutes les lois de la famille exponentielle.

## Généralisations
La loi bêta peut se généraliser en :
- la loi bêta décentrée en introduisant un paramètre λ qui décale la moyenne ;
- la loi bêta rectangulaire en « mélangeant » une loi bêta et une loi uniforme continue ;
- la loi bêta prime en étendant son support en ]0, +∞[ ;
- la loi de Dirichlet généralise la loi bêta en dimension supérieure.

## Estimation des paramètres
Soit la moyenne empirique
{\displaystyle {\bar {x}}={\frac {1}{N}}\sum _{i=1}^{N}x_{i}}
et la variance empirique.
{\displaystyle v={\frac {1}{N}}\sum _{i=1}^{N}(x_{i}-{\bar {x}})^{2}}
La méthode des moments fournit les estimations suivantes:
{\displaystyle {\hat {\alpha }}={\bar {x}}\left({\frac {{\bar {x}}(1-{\bar {x}})}{v}}-1\right),}
{\displaystyle {\hat {\beta }}=(1-{\bar {x}})\left({\frac {{\bar {x}}(1-{\bar {x}})}{v}}-1\right).}
Il est également possible d'estimer les paramètres par Maximum de vraisemblance. Il n'existe pas de formule dans ce cas et le recours à des algorithmes d'optimisation est nécessaires. Le résultat obtenu est proche de celui fourni par la méthode des moments.

## Distributions associées
- Si {\displaystyle X} a une distribution bêta, alors la variable aléatoire {\displaystyle T={\frac {X}{1-X}}} est distribuée selon la loi bêta prime.
- La loi bêta-binomiale est la loi conjuguée de la loi bêta.
- Si {\displaystyle X\sim \operatorname {U} (0;1)} est une variable suivant la loi uniforme continue, alors {\displaystyle X^{r}\sim \operatorname {Beta} (1/r,1)\ } (pour tout {\displaystyle r>0}).
- Si {\displaystyle X\sim \operatorname {Beta} (\alpha ,1)}, alors {\displaystyle -\ln(X)\sim \operatorname {Exp} (\alpha )} suit une loi exponentielle.
- Si {\displaystyle X} et {\displaystyle Y} sont indépendamment distribués selon une loi Gamma, de paramètres {\displaystyle (\alpha ,\theta )} et {\displaystyle (\beta ,\theta )} respectivement, alors la variable aléatoire {\displaystyle {\frac {X}{X+Y}}} est distribuée selon une loi {\displaystyle \mathrm {Beta} (\alpha ,\beta )}.
- La k-ème statistique d'ordre d'un n-échantillon de lois uniformes {\displaystyle \operatorname {U} (0;1)\,} suit la loi {\displaystyle \operatorname {Beta} (k,n-k+1)\ }.
- La loi {\displaystyle \operatorname {Beta} (1/2,1/2)} est appelée loi arc sinus.
- La loi bêta peut s'interpréter comme marginale d'une loi de Dirichlet. En effet, si {\displaystyle (X_{1},\dots ,X_{n})\sim \operatorname {Dirichlet} (\alpha _{1},\dots ,\alpha _{n})} alors {\displaystyle X_{i}\sim \operatorname {Beta} \left(\alpha _{i},\sum _{k=1}^{n}\alpha _{k}-\alpha _{i}\right).}

## Exemple d'occurrence de la loi bêta
La loi bêta apparaît naturellement dans une expérience d'urnes, donnée par George Pólya dans un article de 1930, Sur quelques points de la théorie des probabilités. Il décrit l'expérience suivante : on se donne une urne contenant initialement r boules rouges et b boules bleues, on tire une boule dans l'urne, puis on la remet dans l'urne avec une deuxième boule de même couleur. Alors la proportion de boules rouges tend vers une variable aléatoire de loi Βeta(r , b), et, inversement, la proportion de boules bleues tend vers une variable aléatoire de loi Βeta(b , r).
Ce processus étudié par Pólya est ce que l'on appelle aujourd'hui un processus renforcé.